# Jesús José Bernal Villarig
Jesús José Bernal Villarig (Zaragoza, 25 de diciembre de 1996), más conocido como Jesús Bernal, es un futbolista español que puede jugar como mediocentro en el Sporting de Gijón de la segunda división del fútbol español.

## Trayectoria
Nacido en Zaragoza, es un futbolista formado en las categorías inferiores del Stadium Casablanca hasta 2015, donde jugó hasta categoría juvenil. 
En julio de 2015, tras acabar su etapa de juvenil con el conjunto zaragozano, firma por la SD Tarazona de la Tercera División de España.
En la temporada 2016-17, firma por el Real Zaragoza Deportivo Aragón de la Segunda División B de España.
El 20 de julio de 2017, firma por la Agrupación Deportiva Unión Adarve de la Segunda División B de España, con el que disputó un total de 37 partidos de liga.
El 18 de julio de 2018, fichó por la Cultural y Deportiva Leonesa de la Segunda División B de España.
El 5 de julio de 2019, firma por el Atlético Levante Unión Deportiva de la Segunda División B de España.
El 12 de agosto de 2020, firma por el Rayo Majadahonda de la Segunda División B de España por dos temporadas.
El 4 de julio de 2022, se incorpora a la plantilla del Racing Club de Ferrol de la Primera Federación.